# Campionato andorrano di calcio a 5
Il campionato andorrano di calcio a 5, nome originale Primera divisió de Futsal, è la massima competizione andorrana di calcio a 5, organizzata dalla Federazione calcistica di Andorra.

## Storia
La realtà del calcio a 5 andorrano nasce per la vicinanza di un Paese storicamente precursore come la Spagna. Nel principato la prima manifestazione di tale tipo risale alla stagione 1984-1985, quando venne organizzato il primo "Memorial Joan Canut I Bové" che ancora oggi si svolge coinvolgendo le formazioni del Principato. A questa manifestazione si è affiancato nella stagione 1995-1996 il vero e proprio campionato nazionale. Tutti i club giocano in quattro palazzetti: Poliesportiu d'Andorra, Prat Gran, CE Serradells e  Pavelló d'Encamp.

## Albo d'oro
- 1995-1996  Rànger's (1)
- 1996-1997  Rànger's (2)
- 1997-1998  Doval (1)
- 1998-1999  Doval (2)
- 1999-2000  Rànger's (3)
- 2000-2001  Encamp (1)
- 2001-2002  UE Santa Coloma (1)
- 2002-2003  UE Santa Coloma (2)
- 2003-2004  Cap del Carrer (1)
- 2004-2005  Cap del Carrer (2)

- 2005-2006  Encamp (2)
- 2006-2007  Encamp (3)
- 2007-2008  Madriu (1)
- 2008-2009  Madriu (2)
- 2009-2010  Encamp (4)
- 2010-2011  Encamp (5)
- 2011-2012  Encamp (6)
- 2012-2013  Encamp (7)
- 2013-2014  Encamp (8)
- 2014-2015  Encamp (9)

- 2015-2016  Encamp (10)
- 2016-2017  Encamp (11)
- 2017-2018  SAE Sant Julià (1)
- 2018-2019  Encamp (12)
- 2019-2020 Edizione interrotta
- 2020-2021  Encamp (13)
- 2021-2022  Encamp (14)
- 2022-2023  Encamp (15)
- 2023-2024  Rànger's (4)